# René Kloker
René Carlos Eduardo Kloker (Morón, Buenos Aires, Argentina; 7 de enero de 1971) es un exfutbolista argentino, actualmente entrenador. Dirigió a Nueva Chicago, en la Primera B Nacional. Actualmente dirige a Chimbarongo FC en la Tercera División B de Chile.

## Clubes

### Como jugador
| Club                | País      | Año                 |
| ------------------- | --------- | ------------------- |
| Sportivo Italiano   | Argentina | 1990-1995 1996-1998 |
| Nueva Chicago       | Argentina | 1998-2001           |
| FBC Melgar          | Perú      | 2001-2002           |
| Deportivo Táchira   | Venezuela | 2003-2005           |
| Zulia F.C.          | Venezuela | 2005                |
| Sportivo Rivadavia  | Argentina | 2006                |
| Llaneros de Guanare | Venezuela | 2006-2007           |
| Excursionistas      | Argentina | 2007-2008           |
| Luján de Cuyo       | Argentina | 2008-2009           |

### Como entrenador
| Club              | País      | Año   |
| ----------------- | --------- | ----- |
| Nueva Chicago     | Argentina | 2013  |
| Sportivo Barracas | Argentina | 2018  |
| Provincial Ovalle | Chile     | 2019  |
| Chimbarongo FC    | Chile     | 2022- |